# Isla Thacher
La isla Thacher es una pequeña isla de Cape Ann, localizada en la costa de Massachusetts, en los Estados Unidos. Forma parte de la ciudad de Rockport (Massachusetts). Era un lugar donde algunos enfrentamientos navales, tanto menores como mayores, se llevaron a cabo, lo que ayudó a asegurar la victoria para los colonos. La isla, llamada así por Anthony Thacher, se encuentra en aguas peligrosas, donde ha habido muchos naufragios. Con el gran número de naufragios alrededor de esta área, hubo una petición enviada desde capitanes de mar para erigir una luz en la isla. El 22 de abril de 1771, el gobierno provincial autorizó la construcción de dos faros en la isla.
Aunque estas luces eran una valiosa ayuda para los pescadores y marineros del mar, había un fuerte sentimiento entre la gente del pueblo, debido a que el faro estaba ayudando a la flota británica más de lo que estaba ayudando a la causa patriota. Este sentimiento aumentó después de que las hostilidades estallaron con las batallas de Lexington y Concord y la batalla de Bunker Hill. A principios de julio de 1775, el Dr. Samuel Rogers, de Gloucester llevó a su compañía de milicianos a la isla. Allí destruyeron las luces, y trajo al capitán Kirkwood, su familia y sus ayudantes de vuelta al continente.